# Golden Globe du meilleur acteur dans une série télévisée
Le Golden Globe du meilleur acteur dans une série télévisée (Actor in a Television Series) est une récompense télévisuelle décernée annuellement de 1962 à 1969 par la Hollywood Foreign Press Association.
Elle a été scindée en deux catégories à partir de 1970 : Golden Globe du meilleur acteur dans une série télévisée dramatique et Golden Globe du meilleur acteur dans une série télévisée musicale ou comique.

## Palmarès
- 1962 : John Daly et Bob Newhart
- 1963 : Richard Chamberlain pour le rôle du Dr James Kildare dans Le Jeune Docteur Kildare (Doctor Kildare)
- 1964 : Mickey Rooney pour le rôle de Mickey Grady dans Mickey
  - Richard Boone pour le rôle du juge dans The Richard Boone Show
  - Jackie Gleason pour le rôle de l'hôte / Ralph Kramden / divers personnages dans The Jackie Gleason Show (Jackie Gleason: American Scene Magazine)
  - Lorne Greene pour le rôle de Ben Cartwright dans Bonanza
  - E. G. Marshall pour le rôle de Lawrence Preston dans Les Accusés (The Defenders)
- 1965 : Gene Barry pour le rôle du Capt. Amos Burke dans L'Homme à la Rolls (Burke's Law)
  - Richard Crenna pour le rôle de James Slattery dans Slattery's People
  - James Franciscus pour le rôle de John Novak dans Mr. Novak
  - David Janssen pour le rôle du Dr Richard Kimble dans Le Fugitif (The Fugitive)
  - Robert Vaughn pour le rôle de Napoléon Solo dans Des agents très spéciaux (The Man From U.N.C.L.E.)
- 1966 : David Janssen pour le rôle du Dr Richard Kimble dans Le Fugitif (The Fugitive)
  - David McCallum pour le rôle d'Illya Kuryakin dans Des agents très spéciaux (The Man from U.N.C.L.E.)
  - Robert Vaughn pour le rôle de Napoléon Solo dans Des agents très spéciaux (The Man from U.N.C.L.E.)
  - Ben Gazzara pour le rôle de Paul Bryan dans Match contre la vie (Run for Your Life)
  - Don Adams pour le rôle de Max la Menace / Agent 86 dans Max la Menace (Get Smart)
- 1967 : Dean Martin pour son propre rôle dans The Dean Martin Show (en)
  - Robert Culp pour le rôle de Kelly Robinson dans Les Espions (I Spy)
  - Bill Cosby pour le rôle d'Alexander Scott dans Les Espions (I Spy)
  - Ben Gazzara pour le rôle de Paul Bryan dans Match contre la vie (Run for Your Life)
  - Christopher George pour le rôle de Sam Troy dans Les Rats du désert (The Rat Patrol)
- 1968 : Martin Landau pour le rôle de Rollin Hand dans Mission impossible (Mission: Impossible)
  - Brendon Boone pour le rôle de Chef dans Commando Garrison (Garrison's Gorillas)
  - Ben Gazzara pour le rôle de Paul Bryan dans Match contre la vie (Run For Your Life)
  - Dean Martin pour son propre rôle dans The Dean Martin Show (en)
  - Andy Williams pour son propre rôle dans The Andy Williams Show
- 1969 : Carl Betz pour le rôle de Clinton Judd dans Judd for the Defense
  - Peter Graves pour le rôle de James « Jim » Phelps dans Mission impossible (Mission: Impossible)
  - Raymond Burr pour le rôle de Robert T. Dacier dans L'Homme de fer (Ironside)
  - Efrem Zimbalist Jr. pour le rôle de Lewis Erskine dans Sur la piste du crime (The F.B.I.)
  - Dean Martin pour son propre rôle dans The Dean Martin Show (en)